# 페니 프리츠커

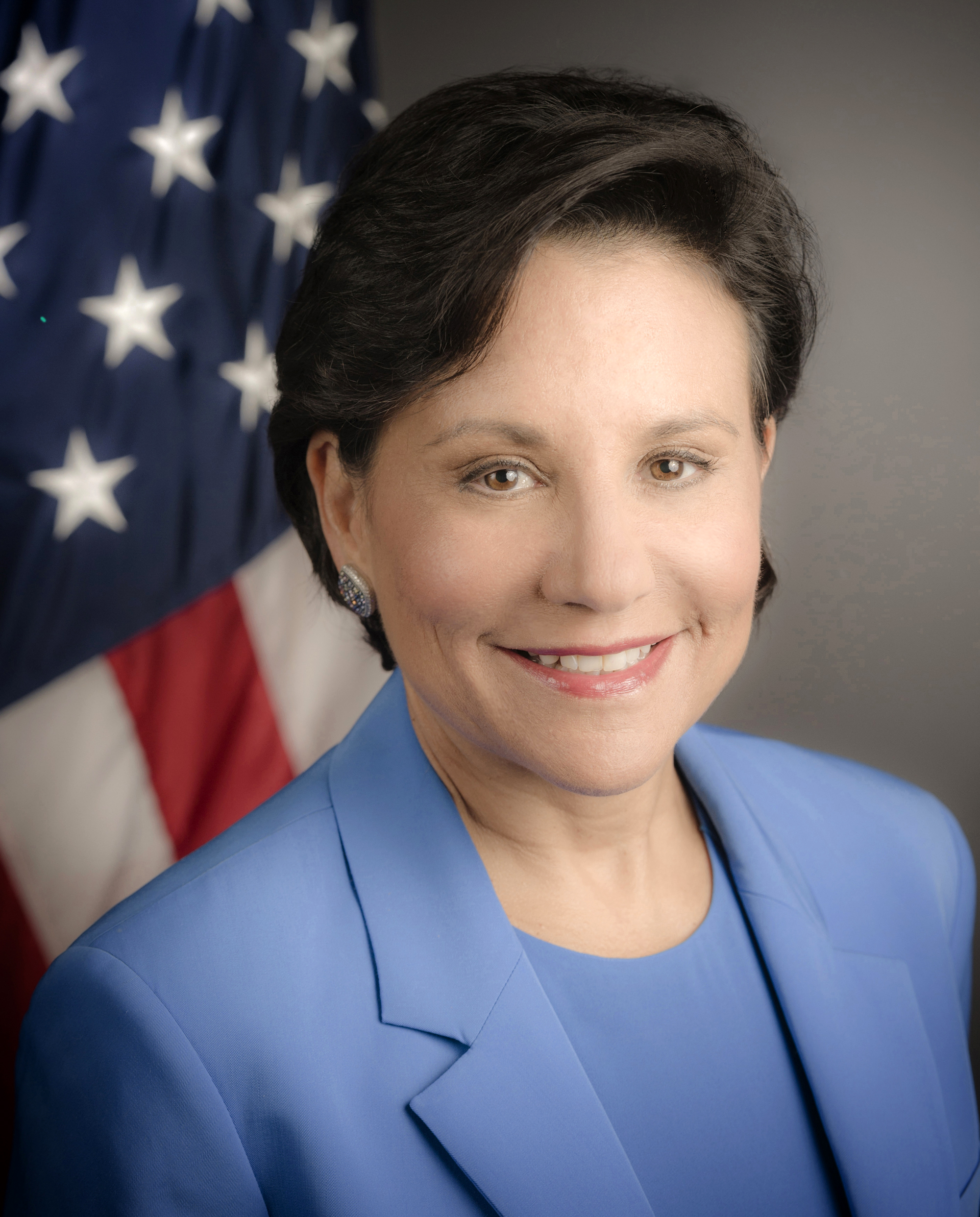
2013년 당시 공식 초상화

페니 프리츠커(Penny Pritzker, 본명: 페니 수 프리츠커, Penny Sue Pritzker, 1959년 5월 2일 ~ )는 2013년부터 2017년까지 오바마 행정부에서 제38대 미국 상무부 장관을 역임한 미국의 억만장자 사업가이자 시민 지도자이다. 그녀는 상원 투표에서 97대 1로 인준되었다.
프리츠커는 저명한 프리츠커가의 일원이며 어릴 때부터 가족 기업 제국에 참여했다. 그녀는 결국 삼촌 제이 프리츠커(Jay Pritzker)의 후계자 세 명 중 한 명으로 임명되었다. 그녀는 PSP 파트너스, PSP 캐피털 파트너스 및 프리츠커 리얼티 그룹(Pritzker Realty Group)의 창립자이자 아르테미스 리얼 이스테이트 파트너스(Artemis Real Estate Partners) 및 인스파이어드 캐피털(Inspired Capital)의 공동 창립자이다. 마이크로소프트 이사회 회원이자 카네기 국제평화재단 회장이다. 2021년 10월 현재 포브스는 그녀의 순자산을 32억 달러로 추정했다. 2009년 포브스는 프리츠커를 세계에서 가장 영향력 있는 여성 100인 중 한 명으로 선정했다.
공직에 들어가기 전에 프리츠커는 시카고 교육위원회, 시카고 현대 미술관 및 자신의 재단인 프리츠커 트라우버트 가족 재단(Pritzker Traubert Family Foundation)을 비롯한 많은 시카고 조직에 참여했다. 프리츠커는 오바마 대통령 후보의 초기 지지자였으며 시카고에 있을 때부터 오바마 가족의 친구였다.
2021년부터 2022년까지 그녀는 대통령 과학기술자문위원회(PCAST)의 회원이었다.
현 일리노이주 주지사인 J. B. 프리츠커의 여동생이다.

## 같이 보기
- 미국 예금보험공사